# 阶段式服务器模型
SEDA（staged event-driven architecture），中文译为阶段事件驱动架构，也称为阶段式服务器模型。这是一类软件架构模型，它将复杂的、事件驱动的应用分解为一系列通过队列连接的阶段。该模型避免了基于线程的并发模型所带来的高负载问题，同时将事件与线程调度从应用逻辑中解耦。通过对每个队列实施准入控制，使服务得以状态良好地加载。当需求大于服务能力时，能够防止资源过度使用。
SEDA 通过动态控制，自动地对运行时参数进行调优（例如每个阶段的调度参数），并对负载进行管理（例如执行自适应减载）。它将服务分解为一系列阶段也有利于模块化与代码复用（例如为复杂的事件多驱动应用开发的调试工具）。